# Astomiopsis pacifica
Astomiopsis pacifica är en bladmossart som beskrevs av William Russell Buck och Leslie Roger Landrum 1977. Astomiopsis pacifica ingår i släktet Astomiopsis och familjen Ditrichaceae. Inga underarter finns listade i Catalogue of Life.